# Лексикон (ролевая игра)
Лексико́н — частично-компьютерная ролевая игра, придуманная Нилом Кришнасвами и популярная в среде поклонников инди-ролевых игр. По задумке автора, игра проходит в интернете на базе вики-движка. На создание игры его вдохновило произведение Милорада Павича «Хазарский словарь». Игроки берут на себя роль учёных (в общем для средневековья смысле этого слова), которые объединяются в попытке создания подобия энциклопедии или сборника трудов по истории и окружению какого-то определённого придуманного события, периода времени, либо конкретного региона вымышленного мира или всего этого мира в целом. В процессе совместного творчества игроки активно взаимодействуют друг с другом.
В оригинальной задумке, использующей латинский алфавит, игра состоит из 26 ходов, в течение которых участвующие раскрывают заданную одним из них тематику, например: «Диспут учёных ревизионистов Палеотехнической Эры о том, как Восстание Призрака Пустоты привело к свержению кибергностической теократии и установлению Третьей Республики».
Каждый игрок на первом ходу создаёт статью, придумывая название, начинающееся на букву A. В самой статье необходимо процитировать и сослаться в конце на две другие статьи, которые ещё не написаны. Это так называемые статьи-«призраки», у них есть название, но содержимое будет создано в следующие ходы. В «энциклопедии» на каждую букву может быть ровно столько статей, сколько игроков, поэтому все ссылки на первом ходу должны начинаться с любой буквы, кроме A.
На втором и последующих ходах создаются новые статьи, начинающиеся последовательно с B, C, D и т. д. до Z. При этом в создаваемой статье нужно сослаться на три другие: две ненаписанные и одну уже существующую. При этом игроку нельзя ссылаться на написанные им самим статьи, что приводит к необходимости сотрудничества с остальными играющими и опираться в своих статьях на чужие факты. На 25 ходу можно сослаться только на одну созданную и одну статью-«призрак», а 26 ходу — только на существующую, так как не будет достаточного числа несозданных статей — в первом случае — и игра завершается — во втором.
Возможно внесение изменений или расширений в оригинальные правила в зависимости от концепции проводимой игры или возможностей вики-движка. Например: написание статей каждым игроком на свою букву, на которую в данный момент не пишут другие; или по завершении игры весь цикл повторяется снова, либо циклы вообще не считаются (получается бесконечный процесс). Возможны варианты, когда разрешается ограниченно редактировать уже написанные статьи или оставлять комментарии в них, либо в новой статье ссылки на другие ставятся не в её конце, а в любом месте по тексту. Дополнительное «Правило Икса» может наделить выбранную заранее букву особым свойством, подобно «джокерам» в некоторых играх: когда наступает очередь писать статью, начинающуюся на эту букву, участники могут использовать для этого любую другую из букв, в том числе на которую статьи начинались в предыдущие ходы. Наконец, в «телефонном» варианте игра продолжается не 26 ходов, а 8, в соответствии с тем, как буквы сгруппированы на клавишах телефонов.